# Констанція (село)
Конста́нція — село в Україні, у Борщівській міській громаді Чортківського району Тернопільської області. Населення становить 447 осіб (2003).

## Географія
Село розташоване на півночі району та на відстані 374 км від Києва, 81 км — від обласного центру міста Тернополя та 9 км від міста Борщів.

## Історія
Село виникло на початку ХІХ століття.
У 1940-1941, 1944-1959 роках село належало до Скала-Подільського району Тернопільської області. З ліквідацією району 1959 року увійшло до складу Борщівського району.
Від вересня 2015 до 20 листопада 2020 року у складі Озерянської сільської громади.
До 19 липня 2020 р. належало до Борщівського району.
З 20 листопада 2020 р. належить до Борщівської міської громади.

## Населення

### Мова
Розподіл населення за рідною мовою за даними перепису 2001 року:
| Мова       | Відсоток |
| ---------- | -------- |
| українська | 100%     |

## Релігія
- церква святих верховних апостолів Петра і Павла (1995, мурована, УГКЦ).

## Соціальна сфера
Діють загальноосвітня школа І ступеня, клуб, бібліотека.

## Відомі люди
В селі народився народний артист України Гриць Драпак.

## Галерея

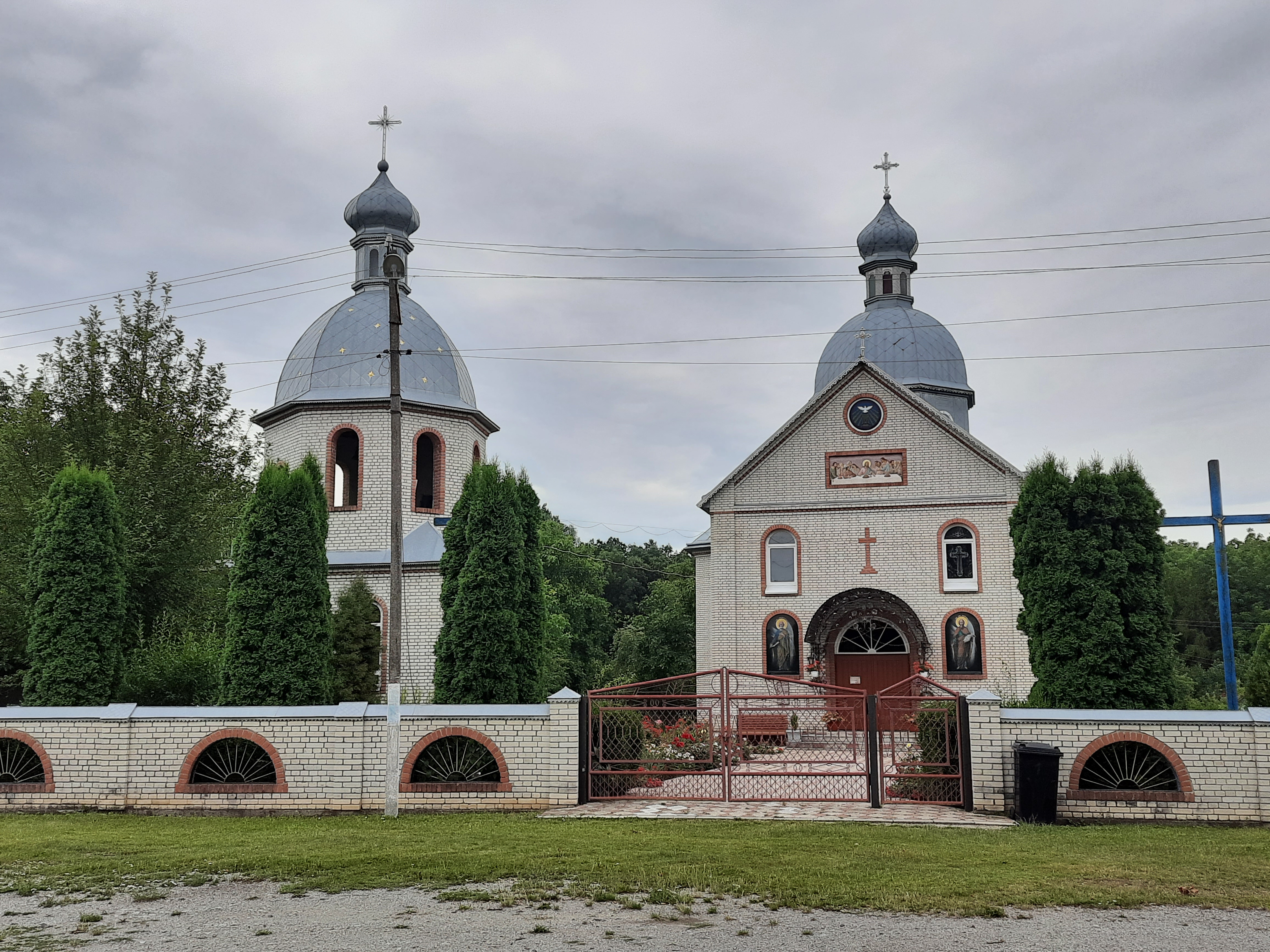
Церква Святих Петра і Павла
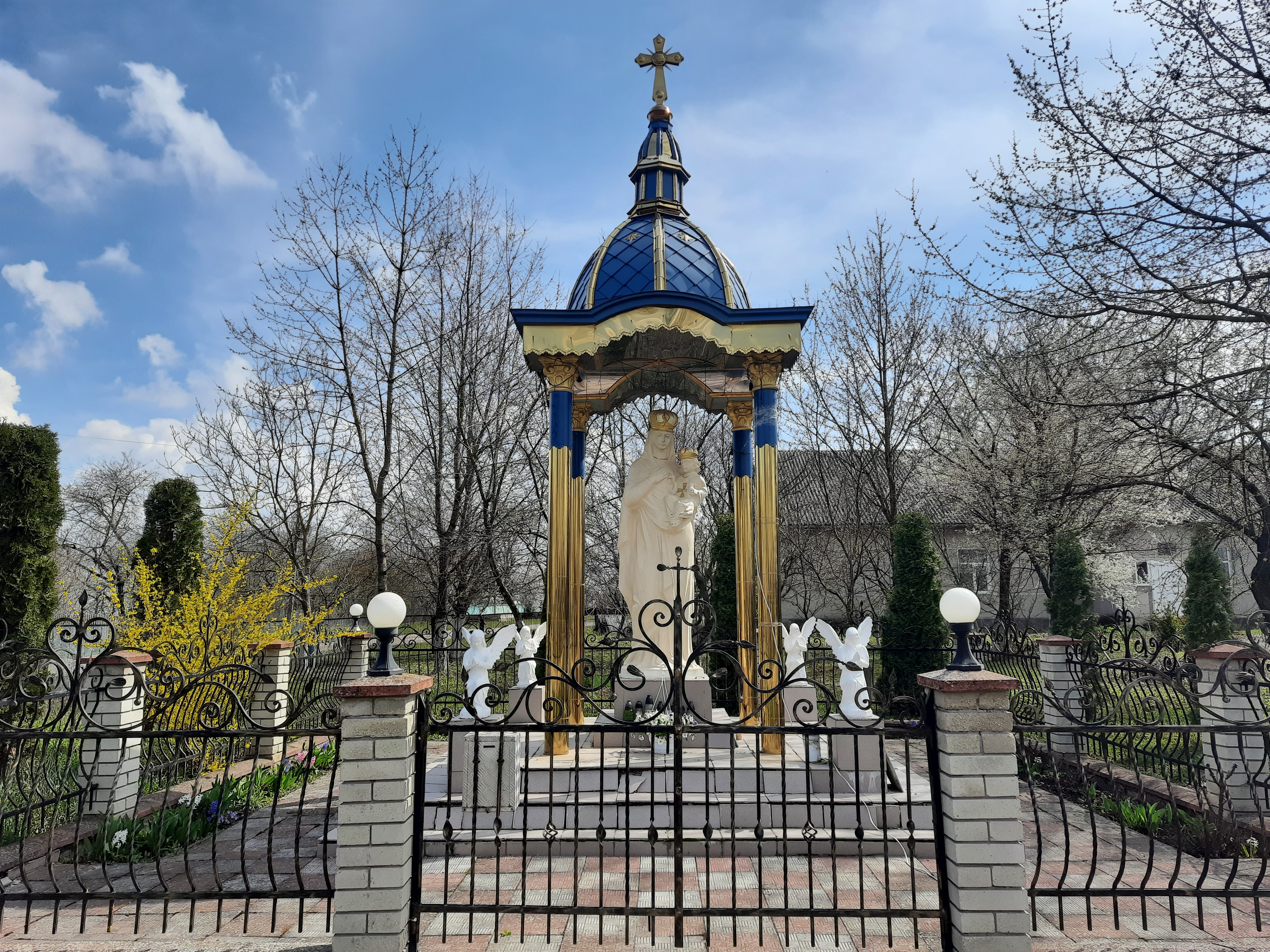
Статуя Божої Матері
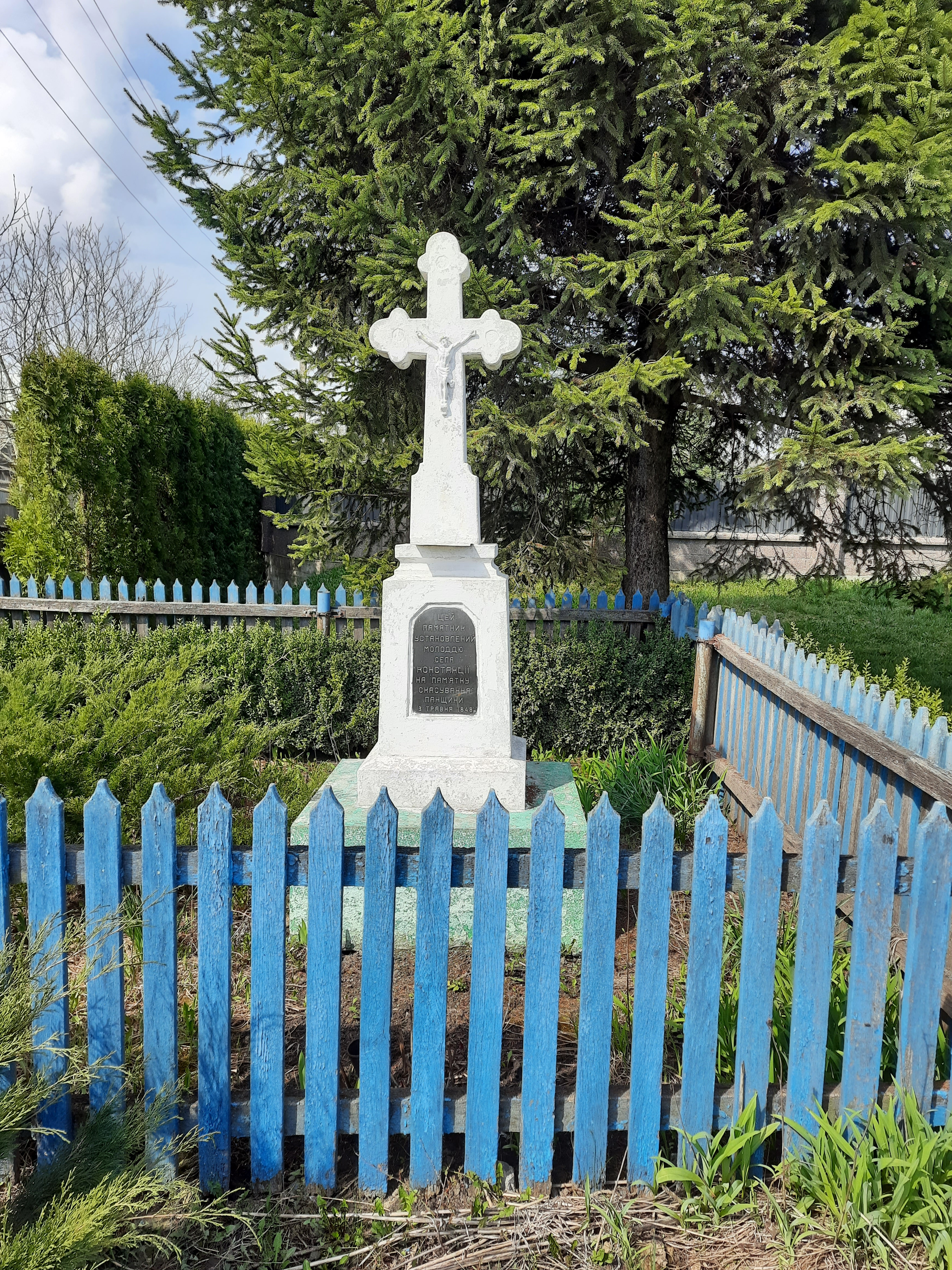
Пам'ятний хрест з нагоди скасування панщини
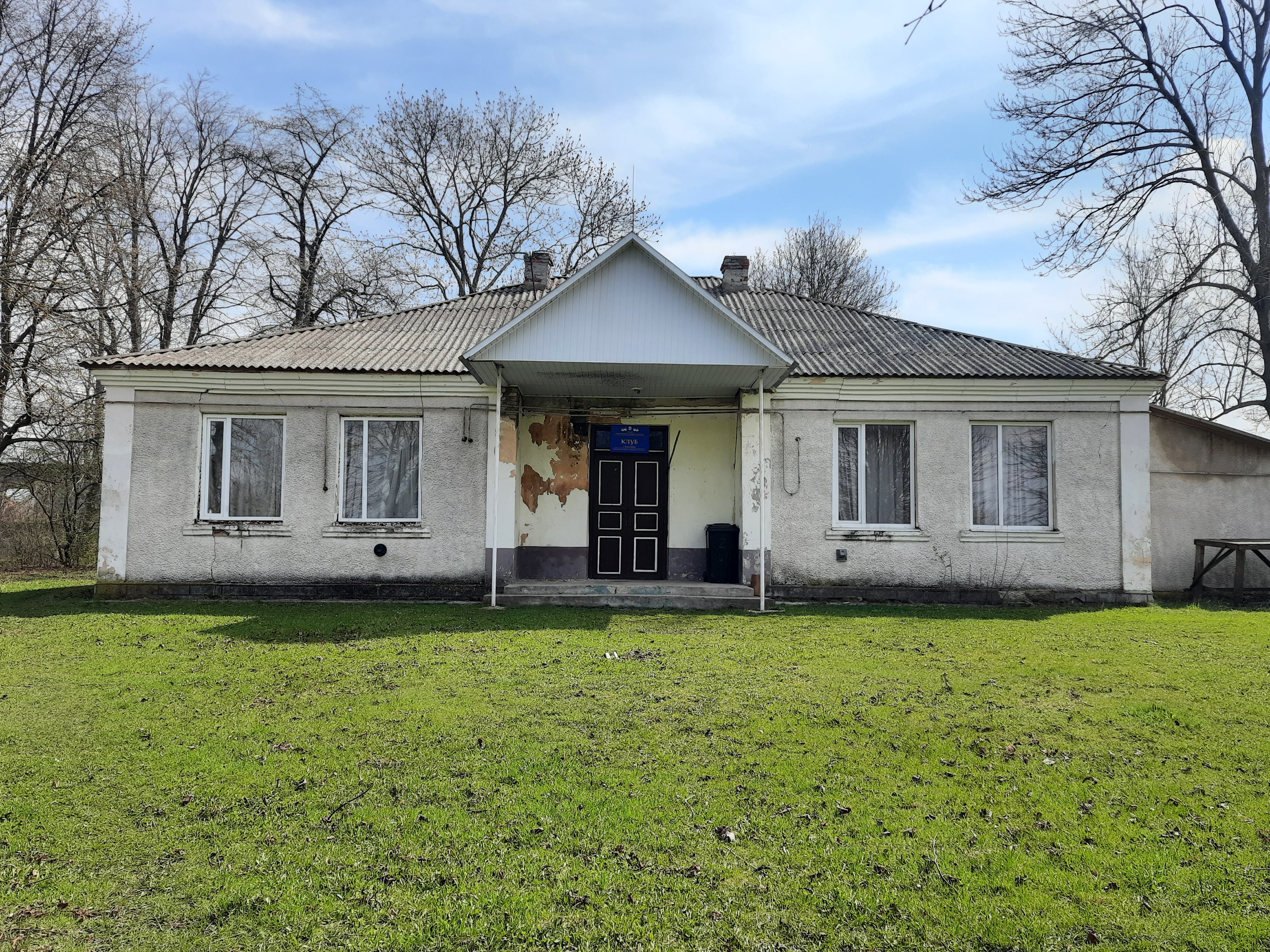
Клуб
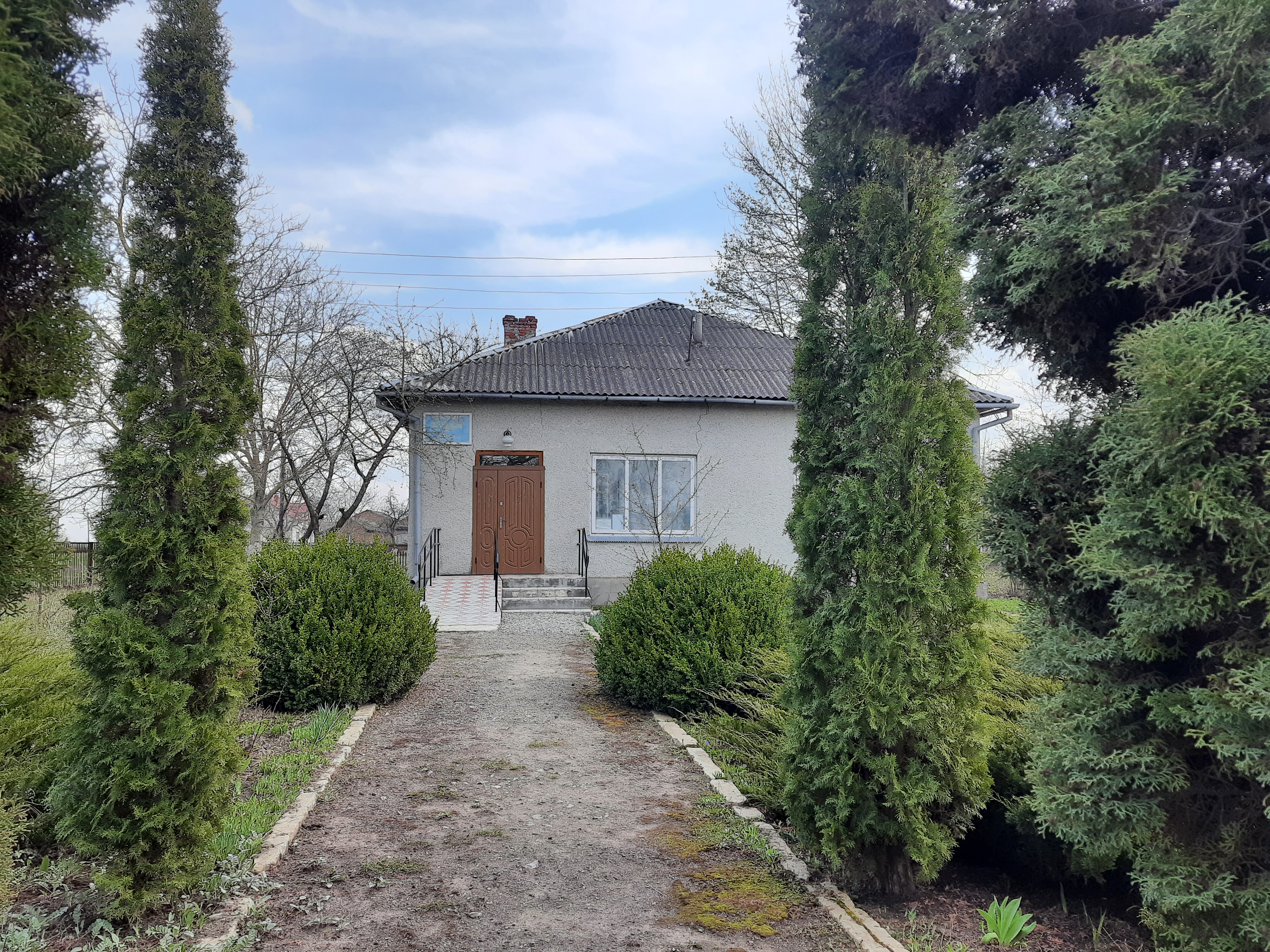
Фельдшерський пункт
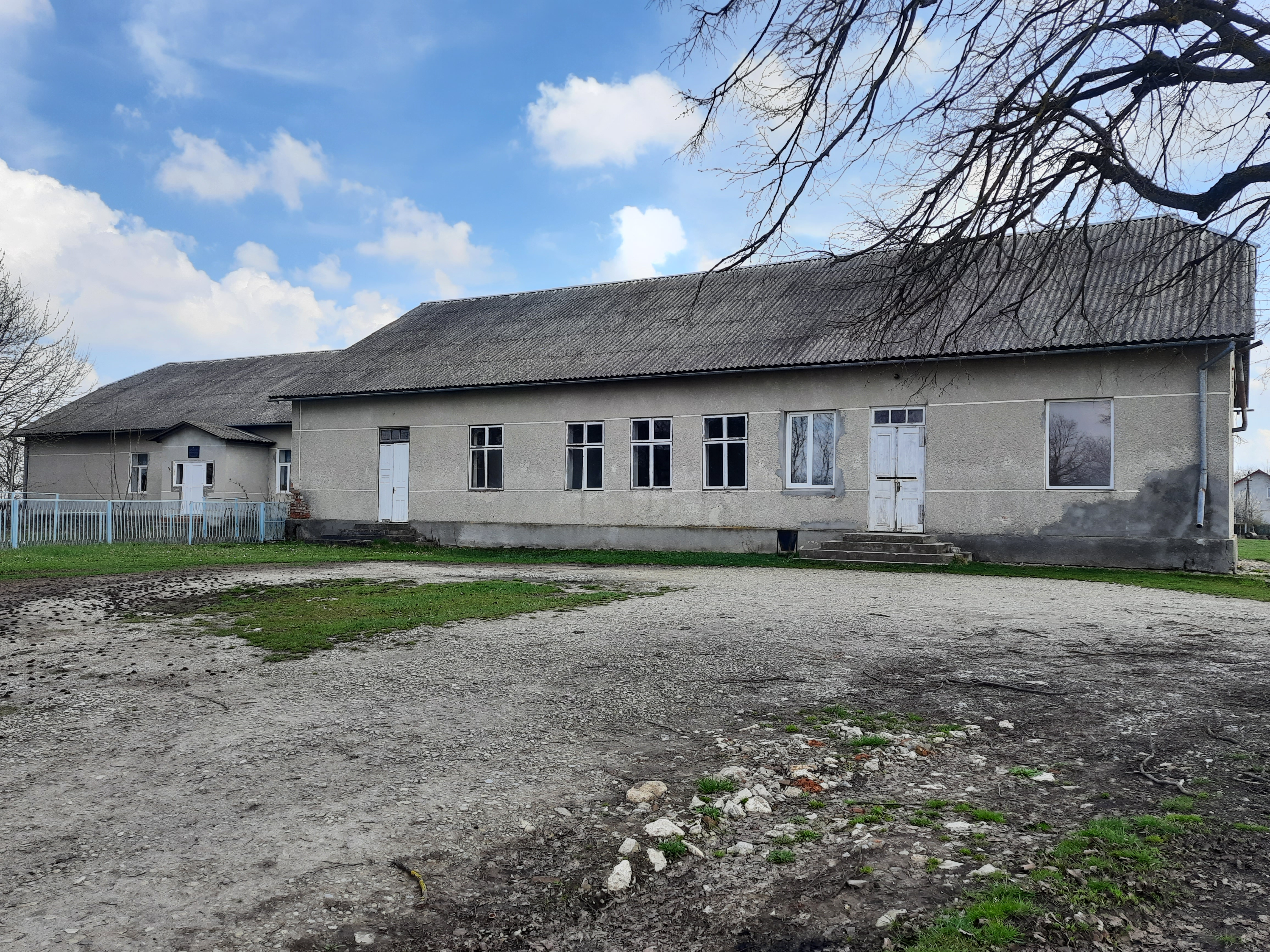
Будівлі колишньої школи і дитсадка
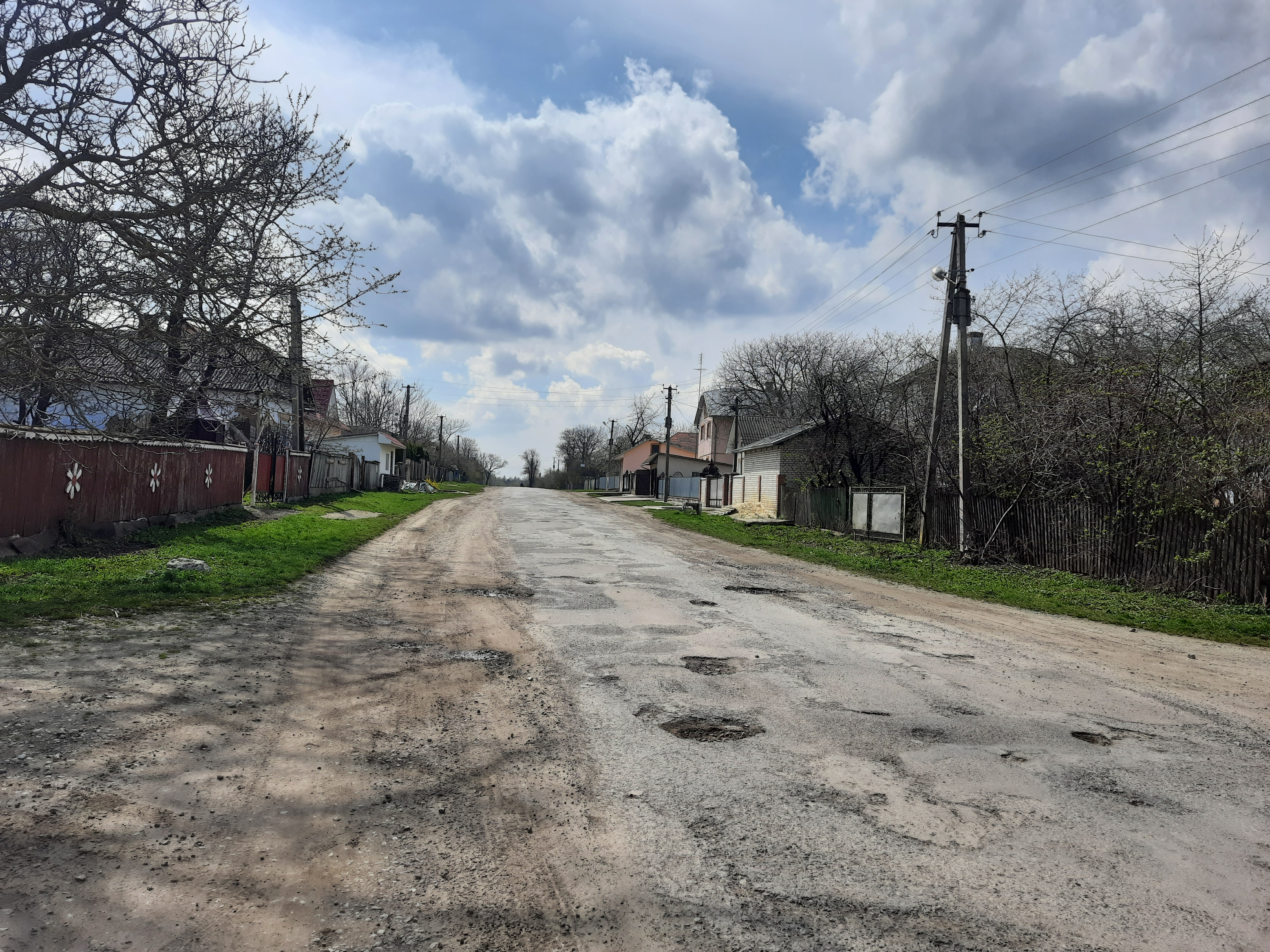
Центральна вулиця села
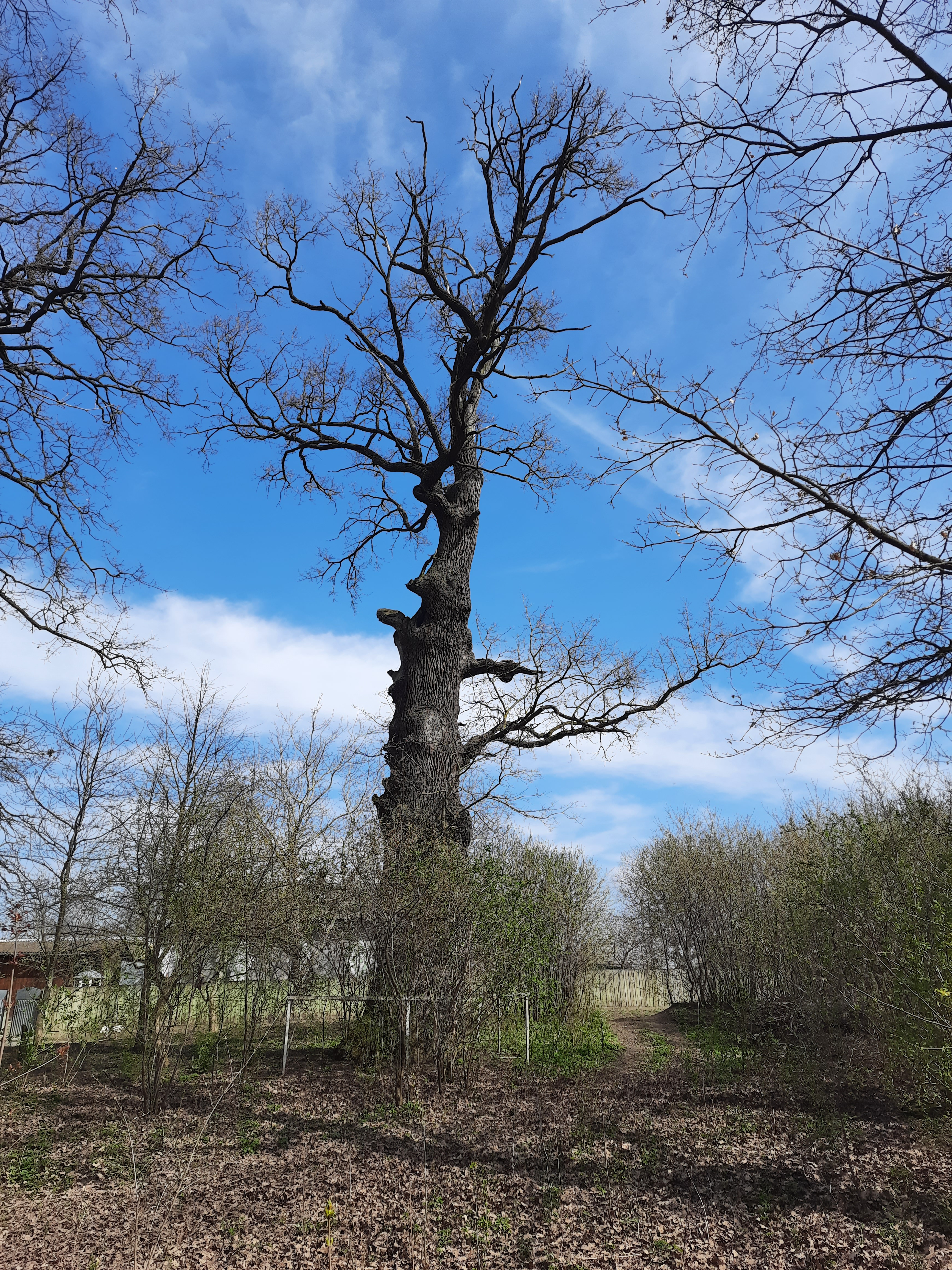
Констанційський дуб